# شارسنت‌لورینتس
شارسنت‌لورینتس (به مجاری:  Sárszentlőrinc) یک شهرداری در مجارستان است که در ناحیه پاکش واقع شده‌است. شارسنت‌لورینتس ۴۶٫۷ کیلومتر مربع مساحت و ۹۴۱ نفر جمعیت دارد.